# Pourridié-agaric
Le pourridié-agaric est une maladie fongique des arbres causant une pourriture racinaire dont les agents pathogènes sont différentes espèces de champignons du genre Armillaria (ordre des Agaricales).  
Les symptômes sont variables selon les hôtes infectés, allant du rabougrissement des feuilles à la chlorose des aiguilles et au dépérissement de rameaux et de branches. Cependant, tous les hôtes infectés présentent des symptômes caractéristiques d'une infection par un champignon à pourriture blanche. 
Les moyens de lutte les plus efficaces se focalisent sur la limitation de la propagation du champignon, par la plantation d'espèces ou variétés résistantes et par l'élimination des végétaux infectés. 
Cette maladie constitue une menace pour l'exploitation forestière aussi bien que pour les zones boisées protégées, comme les zones récréatives aux États-Unis.

## Hôtes et symptômes
Du fait que cette maladie est causée par plusieurs espèces du genre Armillaria, la gamme d'hôtes est très vaste. Des centaines d'espèces d'arbres et d'arbustes sont sensibles à la pourriture des racines à des degrés divers. En fait, les deux seuls genres d'arbres connus pour être résistants au pourridié-agaric sont les mélèzes et les bouleaux. Aucun autre n'est connu malgré les recherches en cours sur les espèces résistantes.
Cette multiplicité des hôtes possibles entraîne une grande diversité des symptômes. Tous les hôtes infectés présentent cependant des symptômes communs des champignons à pourriture blanche. 
Il s'agit notamment de bois plus clair ou décoloré à la suite de la dégradation de composés essentiels de la paroi cellulaire, tels que la lignine et l'hémicellulose. 
En outre, l'hôte présente des symptômes au-dessus du sol dus à une infection fongique du système vasculaire. Il s'agit notamment de chlorose des aiguilles ou de dépérissement de rameaux et de branches. 
L'importance de ces symptômes varie selon le degré de l'infection et la sensibilité de l'hôte. 
En plus de ces symptômes, le tronc des conifères peut également exsuder la résine en excès dans un processus connu sous le nom de résinose, qui se traduit par la formation autour des racines infectées d'un manchon composé de résine, de débris et de tissus fongiques.
Les arbres à feuilles caduques développent parfois des chancres creux mais ne parviennent pas le plus souvent à présenter ces symptômes sur le tronc, et présentent tout simplement d'autres symptômes.
Outre ces symptômes, les signes de l'organisme infectieux sont très évidents chez l'hôte. Lorsqu'on retire l'écorce, des nattes mycéliennes blanches sont visibles ainsi que des rhizomorphes, structures reproductrices caractéristiques. Des groupes de champignons (carpophores) sont également formés à la base de l'arbre infecté, signe d'une infection. De plus, des zones de cellules fongiques mélanisées peuvent se voir dans le bois infecté.

## Cycle de la maladie

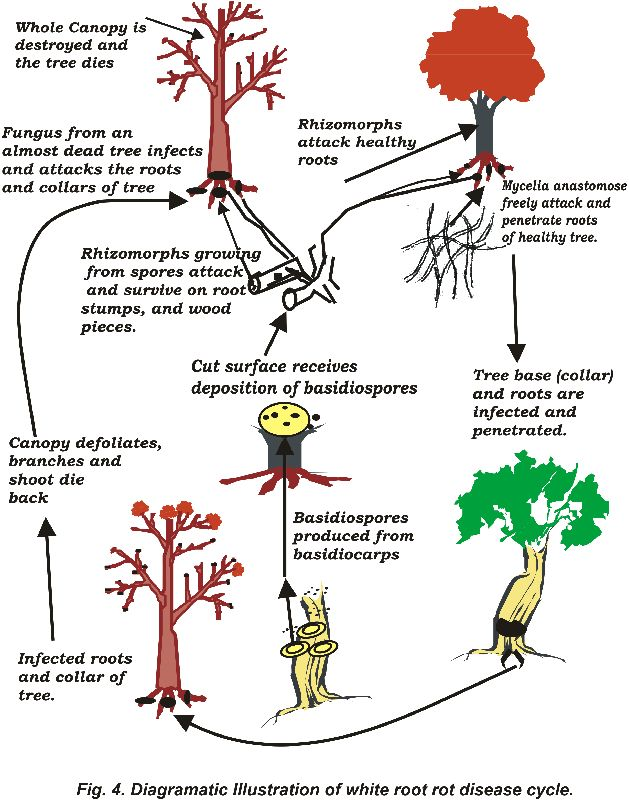
Cycle de développement de la pourriture racinaire.

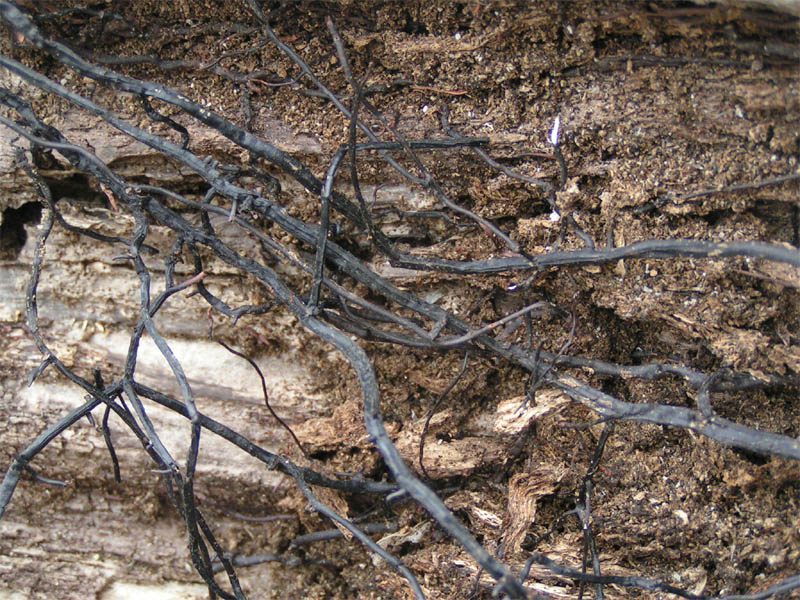
Rhizomorphes de type pourriture racinaire noire sur une espèce européenne non-identifiée dArmillaria.

Pour l'essentiel, ce champignon présente un cycle biologique caractéristique des basidiomycètes. Il se reproduit sexuellement avec l'accouplement d'hyphes et produit un basidiocarpe à la base de l'hôte infecté. 
Ce basidiocarpe produit des basidiospores qui iront infecter de nouveaux hôtes.
Cependant dans la nature, les espèces d'Armillaria se propagent rarement par ce moyen, peut-être parce que les spores seraient inefficaces. En revanche, elles se propagent soit par des rhizomorphes, soit par contact direct du mycélium.
Le contact mycélien se produit lorsque les racines d'un hôte infecté se développent assez près d'un nouvel hôte pour que le mycélium pousse tout simplement sur le nouvel hôte et l'infecte. 
Les rhizomorphes sont des masses d'hyphes organisées en forme de cordons, utilisées si aucun hôte potentiel ne se trouve à proximité, et qui se propagent dans le sol à la recherche de racines non infectées.

## Distribution et facteurs environnementaux
Le pourridié-agaric se rencontre dans le monde entier, tant dans les régions tempérées que tropicales, mais il est favorisé par les sols et les climats frais.
Il attaque généralement les arbres affaiblis qui ont été sujets à des attaques d'insectes, d'autres agents pathogènes ou d'agressions climatiques.  
Il peut aussi tuer des arbres sains, en particulier dans les zones sèches, comme les forêts de conifères de l'ouest des États-Unis.

## Méthodes de lutte
Les variétés ou espèces de plantes résistant aux Armillaria sont résistantes à d'autres facteurs de stress environnementaux ou biologiques. Si les arbres ont été éliminés de la zone infectée, des plantes qui ne sont pas vulnérables à la maladie devraient être plantées pendant au moins cinq six ans, jusqu'à ce que les Armillaria  soient éradiqués. 
L'enlèvement des souches est également un moyen de lutte efficace, mais qui peut être coûteux. 
Une autre façon de réduire la sensibilité est de maintenir l'état sanitaire des végétaux par une fertilisation régulière (si nécessaire), l'arrosage pendant les périodes de sécheresse et en essayant de ne pas créer des blessures sur les plantes. La fumigation peut également être utilisée pour réduire la quantité d'inoculum.

## Importance
Cette maladie constitue une menace grave pour l'exploitation forestière en ce qu'elle affecte presque tous les espèces cultivées d'arbres à bois dur (feuillus) et s'avère très difficile à éradiquer une fois qu'elle s'est implantée dans une zone. Sa capacité de propagation au moyen des rhizomorphes ou par contact permet au mycélium du champignon de se répandre sur de très grandes zones. En fait, les espèces d'Armillaria sont reconnues comme étant les plus grands organismes vivants en raison de leur méthode de propagation clonale. L'infection est particulièrement forte là où les conditions environnementales sont optimales et où se trouvent un grand nombre d'hôtes potentiels. C'est principalement le cas partout où poussent des feuillus.
La maladie existe dans tous les États des États-Unis d'Amérique ainsi que dans d'autres continents, dont l'Australie, l'Europe et l'Asie. Au Canada, le pourridié-agaric affecte plus de 203 millions d'hectares de forêt. 